# Chloroclystis emarginaria
Bosara emarginaria là một loài bướm đêm trong họ Geometridae.